# روبيرت نغامبي
روبيرت نغامبي (بالإنجليزية: Robert Ng'ambi)‏ (مواليد 11 سبتمبر 1986 في ملاوي) لاعب كرة قدم ملاوي دولي يجيد اللعب في خط الوسط . يلعب حاليا لصالح نادي بلاك ليوباردز الجنوب الأفريقي منذ 2005 .

## وصلات خارجية
- روبيرت نغامبي على موقع قاعدة بيانات كرة القدم.إي يو (الإنجليزية)
- روبيرت نغامبي على موقع ناشيونال فوتبول تيمز (الإنجليزية)
- روبيرت نغامبي على موقع Soccerway.com (الإنجليزية)